# Сливец, Тимофей Витальевич
Тимофей Витальевич Сливец (22 октября 1984, Минск) — российский фристайлист, до 2011 года выступавший за Беларусь. Брат Ассоль Сливец.
Бронзовый призёр чемпионата мира среди юниоров 2003 года, участник Олимпийских игр 2010 года (9-е место), а также Олимпийских игр 2014 года.
В июне 2011 года Президент России Дмитрий Медведев подписал указ о предоставлении Сливцу российского гражданства. В сезоне 2010/11 Тимофей тренировался со сборной России, но в соревнованиях не выступал.

## Результаты

### Зимние Олимпийские игры
| Олимпийские игры | НОК      | Акробатика |
| ---------------- | -------- | ---------- |
| 2010 Ванкувер    | Беларусь | 9          |
| 2014 Сочи        | Россия   | 13         |